# Manfred Fleischer (Politiker)
Manfred Fleischer (* 2. Oktober 1954 in München) ist ein deutscher Forstwissenschaftler und Politiker (Bündnis 90/Die Grünen, jetzt CSU). Von 1990 bis 1997 war er Fraktionsvorsitzender der Grünen im Bayerischen Landtag.

## Studium und Beruf
Nach dem Abitur am Gymnasium Icking und Wehrdienst in Lenggries studierte Fleischer Forstwissenschaften an der Ludwig-Maximilians-Universität München (LMU) und an der Eidgenössischen Technischen Hochschule Zürich (ETH). Ein Jahr nach dem Abschluss als Diplom-Forstwirt 1981 wurde er Wissenschaftlicher Mitarbeiter am Waldbauinstitut der ETH, danach war er mehrere Jahre Betriebsleiter eines privaten Forstbetriebes in Dietramszell. 1990 wurde er an der LMU mit dem Thema „Untersuchungen über zwei neue Eichenerkrankungen in Bayern“ promoviert.

## Politik
1980 wurde Fleischer Mitglied der Grünen. Während seiner Doktorandenzeit arbeitete er für deren Landtagsfraktion in München. Von 1984 bis 1990 sowie von 1996 bis 1997 war er Kreisrat in Bad Tölz-Wolfratshausen, 1990 wurde er Gemeinderat in Eurasburg. Nach der Landtagswahl 1990 zog er in den Landtag ein, wo er Fraktionsvorsitzender der Grünen wurde, und wurde bei der Landtagswahl 1994 wiederum über die Bezirksliste Oberbayern wiedergewählt. In seiner ersten Legislaturperiode gehörte er dem Verfassungs-, Rechts- und Kommunalausschuss an, in der folgenden dem Kommunal- und Sicherheitsausschuss, daneben war er Mitglied in drei Untersuchungsausschüssen. Nachdem er 1997 in ein von einem Kasseler Rechtsanwalt initiiertes Schneeballsystem investiert und dabei über 40.000 DM verloren hatte, trat er aus Partei und Fraktion der Grünen aus und wechselte nach Ende der Legislaturperiode zur CSU.
Für seine neue Partei trat er 2002 ohne Erfolg für das Amt des Ersten Bürgermeisters in Edmund Stoibers Heimatort Wolfratshausen an. Er ist dort seitdem Mitglied des Stadtrates und war von 2002 bis 2014 Vorsitzender der Wolfratshausener CSU-Stadtratsfraktion. Bis 2014 war er zudem Kreisrat im Kreistag Bad Tölz-Wolfratshausen.

## Zivilgesellschaftliches Engagement
Fleischer engagierte sich neben der parteipolitischen bzw. parlamentarischen Arbeit in der Vorstandschaft verschiedener Tier- und Naturschutzorganisationen und war Landesvorsitzender des Deutschen Tierschutzbundes sowie Sprecher der Bürgerinitiative „Quarzbichl - Rettet das Loisachtal“. Seit 1979 ist er Vorsitzender des von ihm 1978 mitgegründeten Tierschutzvereines Wolfratshausen-Geretsried und Umgebung e.V.

## Privates
Fleischer ist evangelisch, verheiratet und hat zwei Kinder.